# Pteroxys uniformis
Pteroxys uniformis är en fjärilsart som beskrevs av George Francis Hampson 1892. Pteroxys uniformis ingår i släktet Pteroxys och familjen säckspinnare. Inga underarter finns listade.